# Jean Rhys
Jean Rhys, pseudonimo di Ella Gwendolen Rees Williams (Roseau, 24 agosto 1890 – Exeter, 14 maggio 1979), è stata una scrittrice britannica di origini caraibiche attiva nella prima metà del Novecento.

## Biografia
I suoi primi quattro romanzi vennero pubblicati tra gli anni venti e trenta, ma non venne considerata una figura letteraria rilevante fino alla pubblicazione del suo romanzo Il grande mare dei Sargassi nel 1966. Prequel di Jane Eyre di Charlotte Brontë, Il grande mare dei Sargassi vinse il WH Smith Literary Award nel 1967.
La Rhys nacque in Dominica (un'ex colonia britannica nei Caraibi) da padre gallese e madre creola di origine scozzese. Si trasferì in Inghilterra all'età di sedici anni, dove intraprese una sfortunata carriera come ballerina di fila. Negli anni venti si trasferì in Europa, viaggiando come un'artista bohémien e risiedendo occasionalmente a Parigi. Durante questo periodo, la Rhys visse praticamente in povertà, familiarizzando con l'arte e la letteratura modernista e sviluppando la dipendenza dall'alcol che l'accompagnò per il resto della sua vita. La sua esperienza con la società patriarcale e la sensazione di confusione durante questo periodo andranno a formare temi importanti nella sua opera.
Le opere della Rhys sono centrate spesso sulla vita di donne strappate dalle proprie radici e lasciate morire secondo il capriccio di società a loro estranee, un'ovvia eco della sua stessa vita. Il suo stile è spesso citato per la capacità di fondere le tecniche moderniste alla sensibilità tipica delle Indie Occidentali. I suoi lavori furono soprattutto pubblicati e promossi da Ford Madox Ford. Diana Athill della casa editrice Andre Deutsch ebbe il merito di far tornare alla ribalta presso il grande pubblico gli scritti della Rhys ormai dimenticati e fu la responsabile della pubblicazione de Il grande mare dei Sargassi.
Dal 1919 al 1932 fu sposata con Jean Lenglet, dal quale ebbe due figli: un maschio, che morirà poco dopo la nascita (come Rhys ricorda nell'autobiografia Smile, Please) e una femmina, Maryvonne.
Nel 1947 si sposò con Max Hamer.
Negli ultimi anni della sua vita la Rhys visse a Londra presso l'amico jazzista George Melly. Scrisse una poesia d'amore sarcastica intitolata Life With You che a dispetto del titolo non è una romantica dichiarazione d'amore, bensì una sarcastica descrizione della vita con se stessa.
Morì il 14 maggio 1979 a Exeter, nel Devon, in Inghilterra.

## Opere tradotte in italiano
- Postures, 1928, pubblicato con il titolo Quartet nel 1929 (Quartetto, Sperling & Kupfer, Milano, 1981; trad. di Franca Cavagnoli, Adelphi, Milano, 2013)
- After Leaving Mr Mackenzie, 1931 (con il titolo Dopo l'addio, trad. di Luisa Theodoli, Bompiani, Milano, 1975; con il titolo Addio, Mr Mackenzie,  trad. di Marcella Dallatorre, Adelphi, Milano, 2001)
- Voyage in the Dark, 1934 (Viaggio nel buio, trad. di Delfina Vezzoli, Giunti, Firenze, 1986)
- Good Morning, Midnight, 1939 (Buongiorno, mezzanotte, trad. di Miro Silvera, Bompiani, Milano, 1973; Adelphi, Milano, 2018)
- Wide Sargasso Sea, 1966 (Il grande mare dei Sargassi, trad. di Adriana Motti, Adelphi, Milano, 1971)
- Sleep It Off Lady, 1976 (Ci dorma sopra, signora, trad. di Marisa Caramella, La tartaruga, Milano, 1982)
- Smile Please: An Unfinished Autobiography, 1979 (Smile, please,  trad. di Anna Maria Torriglia, Sellerio, Palermo, 1992)
- Acque infide e altri racconti, trad. di Marisa Caramella, La tartaruga, Milano, 1996 (contiene: Acque infide; Caro, caro Mr. Ramage; Addio Marcus, addio Rose)
- Io una volta abitavo qui, trad. di Marisa Caramella e Laura Noulian, Adelphi, Milano, 2017